# Il cinese
Il cinese (titolo originale Kinesen) è un romanzo giallo dello scrittore svedese Henning Mankell, pubblicato a Stoccolma dalla Leopard Förlag nel 2008. La prima traduzione italiana è stata edita a Venezia da Marsilio nel 2009.

## Trama
Birgitta Roslin, giudice di Helsingborg che ama ricordare il suo passato comunista e che ha un rapporto difficile col marito Staffan, scopre che i genitori adottivi di sua madre sono rimasti coinvolti in un omicidio di 19 persone (18 anziani e un ragazzino) che pare essere stato commesso da un solo individuo; la polizia, in assenza di moventi o sospetti, non ha nessun indizio su cui fare riferimento se non un nastro di seta rossa.
Birgitta Roslin decide di prendersi qualche giorno di ferie per via della sua pressione alta e ne approfitta per far chiarezza su quello che sembra un mistero irrisolvibile. Scontrandosi con un diario scritto più di 100 anni prima in America.

## Altre tematiche del romanzo
Oltre che l'investigazione sul misterioso e orribile delitto, nel romanzo Mankell vuole affrontare anche la forte tematica della globalizzazione, descrivendo in questo caso il modo in cui i cinesi, dalla condizione di poveri schiavi costretti a lavorare per gli americani nella seconda metà del 1800, espandono i loro domini anche verso paesi come lo Zimbabwe o altri stati africani. Viene messo particolarmente in risalto il personaggio di Ya Ru, imprenditore cinese, che farebbe qualsiasi cosa pur di vedere il suo paese sovrastare gli altri, in onore del suo antenato San, contadino cinese dalla sfortunatissima sorte.

## Edizioni
- Henning Mankell, Il cinese, traduzione di Giorgio Puleo, Marsilio, 2009. ISBN 978-88-317-9787-0.
- Henning Mankell, Il cinese, traduzione di Giorgio Puleo, Superpocket, 2010. ISBN 978-88-462-1074-6.
- Henning Mankell, Il cinese, traduzione di Giorgio Puleo, Marsilio, 2011. ISBN 978-88-317-0809-8.